# Іван Толмач
Іван (Янушко) Толмач (лат. Ianussius Interpres або Joannes Tolmacz, пол. Janusz Tłumacz) (? — 1435) — багатий львівський міщанин, львівський міський писар (1406—1414), лавник (1413—1414), міський райця (1414—1435), війт (1419) та бурмистр Львова (1415, 1419, 1425, 1435).
Толмачу налажали приміщення на Ринку, будинок на вул. Жидівській та пивоварня на вул. Галицькій. Також мав сади поблизу міських валів на вул. Краківській (Татарській). 1425 року король Владислав Ягайло надав йому в спадкове володіння сукенний крам, вільний від податків. 1422 року заснував Мале Голоско.

## Сім'я
Був одружений двічі: спершу з Катаріною, донькою Миколая Ціммерманна (нім. Nikolaus Zimmermann), засновника Голоска, по її смерті одружився з Анною Кльоппер, сестрою Андреаса Кльоппера і тіткою Стана Кльоппера, яка по смерті Толмача успадкувала його маєтки, в тому числі і Голоско, яке вона продала 1463 року Миколаю Мікулці.